# Mirandol-Bourgnounac
Mirandol-Bourgnounac es una comuna francesa situada en el departamento de Tarn, en la región de Occitania.

## Demografía
| 1135 | 1033 | 1091 | 1095 | 1110 | 1081 | 1046 |
| Para los censos de 1962 a 1999 la población legal corresponde a la población sin duplicidades (Fuente: INSEE [Consultar]) |      |      |      |      |      |      |